# 定順王后
定順王后宋氏（ていじゅんおうこう・そうし/チョンスンワンフ・ソンシ、1440年 - 1521年7月7日）は、朝鮮王朝の第6代王端宗の妃。宋玹寿の娘。尊号・徽号・諡号は懿徳端良斉敬定順王后。陵号は思陵。

## 生涯
端宗2年（1454年）1月22日、王妃に冊封されたが、翌端宗3年（1455年）に端宗が上王になると、同年7月、懿徳大妃に封ぜられた。世祖3年（1457年）、死六臣が端宗の復位を計画したが失敗して、端宗が魯山君に降等されると、同年6月、夫人に降等された。清渓川の永渡橋は、寧越に流刑になって行く端宗と定順王后が別れた橋と言われ、「永久に渡った橋」という意味で付けられた名と言う。子が無く、端宗の死後、子女がいない後宮女性のうち出家した者が入った尼寺正業院で暮した。
粛宗24年（1698年）、端宗が追復されると定順王后に追復された。陵は京畿道南楊州市真乾邑にある思陵。

## 家族
- 父：礪良府院君 正愍公 宋玹寿（1417?-1457）
- 母：驪興府大夫人 驪興閔氏（1418-1498、韓明澮の夫人とは従姉妹。）
- 叔母：帯方府夫人（?-1507。父の妹。世宗の嫡八男・永膺大君 李琰（文宗の弟で夫の叔父）の最初の妻。なお、外孫の綾陽尉 具文璟は燕山君の娘婿。）
- 義父：第5代国王 文宗
- 義母：顕徳王后権氏
- 夫：第6代国王 端宗

| 先代 昭憲王后 | 朝鮮王妃 在位：1454年 - 1455年 | 次代 貞熹王后 |
| 先代 元敬王后 | 朝鮮大妃 在位：1455年 - 1457年 | 次代 貞熹王后 |